# Isochromodes sterrhidopsis
Isochromodes sterrhidopsis là một loài bướm đêm trong họ Geometridae.